# Lijst van Tweede Kamerleden 1821-1824
De samenstelling van de Tweede Kamer der Staten-Generaal 1821-1824 biedt een overzicht van de Tweede Kamerleden in de periode tussen oktober 1821 en oktober 1824. De zittingsperiode ging in op 16 oktober 1821 en eindigde op 18 oktober 1824.
Er waren toen 110 Tweede Kamerleden, die verkozen werden door de Provinciale Staten van de 18 provincies van het toenmalige Verenigd Koninkrijk der Nederlanden. Tweede Kamerleden werden verkozen voor een periode van drie jaar. Elk jaar werd een derde van de Tweede Kamer vernieuwd.

## Samenstelling na de verkiezingen van 1821

### Regeringsgezinden (80 zetels)
- Godefridus Adrianus Emanuel van Aefferden[1]
- Onno Tamminga Alberda van Rensuma[2][3]
- Antoon Anne van Andringa de Kempenaer[4]
- Ange Angillis[5][3]
- Cornelis Gerrit Bijleveld[6][7]
- Pieter Alexander van Boetzelaer[8][7]
- Josephus Johannes Bernardus Boeyé[9]
- Gerardus Andreas Martinus van Bommel[8][3]
- Joan Carel Gideon van der Brugghen van Croy[10][3]
- Philippe de Burbure de Wesembeek[9][7]
- Henrick Carbasius[8]
- Ernest du Chastel[11][3]
- George Clifford[8][7]
- Joseph van Crombrugghe[9][7]
- Petrus Josephus Cuypers[10][3]
- Antoine Florent Albert Desprez[12][7]
- Herman Jacob Dijckmeester[13]
- Jean-Baptiste Dumonceau[14]
- Cornelis Duvelaer van de Spiegel[8]
- Gijsbert Fontein Verschuir[8]
- Karel Joseph Geelhand Della Faille[15][3]
- Felix Joseph Frans de Ghelcke[5][7]
- Campegius Hermannus Gockinga[2][3]
- Otto Paulus Groeninx van Zoelen[8][7]
- Willem Hendrik Alexander Carel van Heeckeren van Kell[13][7]
- Thimon Cornelis van Heerdt tot Eversberg[16]
- François van Hees[8]
- Sigismund Jacques van Heiden Reinestein[17][7]
- Jean Ernest Philibert Albert de Hemricourt de Ramioulle[18][3]
- Karel van Hulthem[9][19]
- Willem Jacob Huyssen van Kattendijke[6]
- Jacob Joseph Huyttens Kerremans[9][3]
- Arnoldus Josephus Ingenhousz[10]
- Joost Jarges[2][7]
- François Clement de Jonge[6][3]
- Johannes Cornelis van der Kemp[8][3]
- Joan Melchior Kemper[8][7]
- Guillaume Dominique Aloys Kerens de Wolfrath[1][7]
- Auguste de la Motte Baraffe[11][3]
- François de Langhe[5][7]
- Pierre de Leonaerdts[1][3]
- Cornelis Philip van Lidth de Jeude[13][3]
- Henricus Antonius Jacobus Liefmans[9][3]
- Johan van Lochteren Stakebrant[16][3]
- Tinco Martinus Lycklama à Nijeholt[4][3]
- Jan Elias Nicolaas van Lynden van Hoevelaken[13][3]
- Arnold Hendrik van Markel Bouwer[13]
- Petrus Andreas van Meeuwen[10]
- Denis de Mélotte d'Envoz[18][3]
- André Charles Membrède[1][3]
- Rutger Metelerkamp[8][3]
- Antoon Philips Joseph de Moor[15]
- Pierre Thomas Nicolaï[18][7]
- Willem Nicolaas de Pesters van Cattenbroek[20][3]
- Willem Gerrit van de Poll[8]
- Yves Joseph Poullet[14][7]
- Otto van Randwijck[13][7]
- Johan Repelaer van Molenaarsgraaf[8]
- Lodewijk Antoon Reyphins[5]
- Alexander van Rhemen van Rhemenshuizen[8][7]
- Schelte Hessel Roorda van Eysinga[4][7]
- Jean-Baptiste Rosier[11][7]
- Franciscus Livinus De Rouck[9][7]
- Frans Julius Johan van Scheltinga[4][3]
- Jean-Baptiste Serruys[5]
- Joseph de Snellinck[14][3]
- François de Stockhem-Mean[18]
- Arnold Jan Bernard van Suchtelen[16][7]
- Tammo Sypkens[2]
- Lodewijk van Toulon[8][3]
- Jacob Maurits Carel van Utenhove van Heemstede[20]
- Dieudonné du Val de Beaulieu[11]
- Walterus Franciscus Van Genechten[15][7]
- Gustaaf Joseph Maximiliaan van Velsen[15]
- Arnoldus Gerbrandus Verheyen[10][7]
- Antonius Josephus Joannes Henricus Verheyen[10][7]
- Paul Engelbert Voet van Winssen[20][7]
- Jacob Nanninga Arend van Wassenaer van Sint Pancras[8][7]
- Joseph Werbrouck[15][7]
- Jan Pieter van Wickevoort Crommelin[8][7]

### Zuid-Nederlandse oppositionelen (22 zetels)
- Antoine de Celles[14]
- Jacques François Collet[18][7]
- François Cornet de Grez[14][3]
- Pierre Joseph de le Vielleuze[14][7]
- François de Serret[5][7]
- François della Faille d'Huysse[9]
- Théordore Dotrenge[14]
- Guillaume Dumont[11]
- Johann Joseph Faber[12]
- Arsène Henri Joseph Fabry de Longré[18]
- Wijnand Goelens[9][3]
- Henri van den Hove[14][3]
- Charles Le Cocq[11][7]
- Joseph van den Male Denijs[5][3]
- Jean-François Maréchal[12]
- Joseph Mesdach de ter Kiele[5][3]
- François Pirson[21][3]
- François de Sécus[11][7]
- Goswin de Stassart[21]
- François Pierre Guillaume Aloys Surmont de Volsberghe[9]
- Pierre Trentesaux[11]
- François Sebastien Tinant[12][3]

### Financiële oppositie (6 zetels)
- Daniël François van Alphen[8][3]
- Pieter Samuël Dedel[8][3]
- Gijsbert Karel van Hogendorp[8][3]
- Andreas Josephus Henricus Leheu[10][7]
- Willem Hendrik van Sytzama[4][7]
- Antoine Warin[8][3]

### Onafhankelijken (2 zetel)
- Hendrik Collot d'Escury[8]
- Samuel Johannes Sandberg van Essenburg[16]

## Bijzonderheden
- Bij de verkiezingen van 1821 werden 37 Tweede Kamerleden gekozen. Zij werden op 29 oktober 1821 geïnstalleerd.
- Jean-François Collet (Zuid-Nederlandse oppositionelen) werd door de Provinciale Staten van Luik verkozen als opvolger van de in 1820 verkozen Jean-François Géradon, die op 9 juni dat jaar ontslag had genomen.

## Tussentijdse mutaties

### 1821
- 29 december: Jean-Baptiste Dumonceau (regeringsgezinden) overleed. De Provinciale Staten van Zuid-Brabant verkozen Antoine Barthélémy (Zuid-Nederlandse oppositionelen) als zijn opvolger, hij werd op 17 juli 1822 geïnstalleerd.

### 1822
- 25 januari: Alexander van Rhemen van Rhemenshuizen (regeringsgezinden) overleed. De Provinciale Staten van Holland verkozen Hendrik Martinus van der Goes als zijn opvolger, hij werd op 11 juli dat jaar geïnstalleerd.
- 24 maart: Paul Engelbert Voet van Winssen (regeringsgezinden) overleed. De Provinciale Staten van Utrecht verkozen Hubert Matthijs Adriaan Jan van Asch van Wijck als zijn opvolger, hij werd op 11 juli dat jaar geïnstalleerd.
- Bij de verkiezingen dat jaar werd het mandaat van 37 Tweede Kamerleden vernieuwd. Volgende Tweede Kamerleden waren geen kandidaat voor een hernieuwing van hun mandaat of werden niet herkozen: Pierre de Leonaerdts (regeringsgezinden) in Limburg, Cornelis Philip van Lidth de Jeude (regeringsgezinden) in Gelderland, Frans Julius Johan van Scheltinga (beiden regeringsgezinden) in Friesland, Antoine Warin (financiële oppositie) in Holland en François Pirson (Zuid-Nederlandse oppositionelen) in Namen. Hun mandaat liep af op 21 oktober 1822.
- Hun opvolgers waren respectievelijk Guillaume Georges François de Borchgrave d'Altena (regeringsgezinden), Chretien Jacques Adrien van Nagell, Daam Fockema (financiële oppositie), Robert Hendrik Arntzenius (regeringsgezinden) en Théophile Fallon (Zuid-Nederlandse oppositionelen). Op Fockema na werd iedereen op 22 oktober 1822 geïnstalleerd, deze laatste werd op 24 oktober dat jaar geïnstalleerd.
- 21 oktober: Schelte Hessel Roorda van Eysinga (regeringsgezinden) vertrok uit de Tweede Kamer. De Provinciale Staten van Friesland verkozen Willem Hendrik van Heemstra als zijn opvolger, hij werd een dag later geïnstalleerd.
- 21 oktober: Jan Pieter van Wickevoort Crommelin (regeringsgezinden) vertrok uit de Tweede Kamer. De Provinciale Staten van Holland verkozen Daniël Hooft Jzn. (financiële oppositie) als zijn opvolger, hij werd een dag later geïnstalleerd.

### 1823
- 8 januari: Campegius Hermannus Gockinga (regeringsgezinden) overleed. De Provinciale Staten van Groningen verkozen Joseph Gockinga als zijn opvolger, hij werd op 21 oktober dat jaar geïnstalleerd.
- 30 januari: Henrick Carbasius (regeringsgezinden) overleed. De Provinciale Staten van Holland verkozen Jan Iman Hendrik van Wickevoort Crommelin als zijn opvolger, hij werd op 21 oktober dat jaar geïnstalleerd.
- 30 april: Joseph van den Male Denijs (Zuid-Nederlandse oppositionelen) nam ontslag om gezondheidsredenen. De Provinciale Staten van West-Vlaanderen kozen Charles Coppieters Stochove (regeringsgezinden) als zijn opvolger, hij werd op 21 oktober 1823 geïnstalleerd.
- 20 juni: André Charles Membrède (regeringsgezinden) nam ontslag vanwege zijn benoeming tot gouverneur van Antwerpen. De Provinciale Staten van Limburg kozen Pierre de Leonaerdts als zijn opvolger, hij werd op 21 oktober dat jaar geïnstalleerd.
- Bij de verkiezingen dat jaar werd het mandaat van 36 Tweede Kamerleden vernieuwd. Volgende Tweede Kamerleden waren geen kandidaat voor een hernieuwing van hun mandaat of werden niet herkozen: Pieter Alexander van Boetzelaer en Otto Paulus Groeninx van Zoelen (beiden regeringsgezinden) in Holland, Philippe de Burbure de Wesembeek (regeringsgezinden) in Oost-Vlaanderen, Willem Hendrik Alexander Carel van Heeckeren van Kell (regeringsgezinden) in Gelderland, Joseph Werbrouck (regeringsgezinden) in Antwerpen, Jacques François Collet (Zuid-Nederlandse oppositionelen) in Luik, Andreas Josephus Henricus Leheu (financiële oppositie) in Noord-Brabant en Yves Jean Poullet (regeringsgezinden) in Zuid-Brabant. Hun mandaat liep af op 20 oktober 1823.
- Hun opvolgers waren respectievelijk Gerard Beelaerts van Blokland (regeringsgezinden), Antoine Warin (financiële oppositie), Philippe Vilain XIIII (Zuid-Nederlandse oppositionelen), Willem Reinier Op ten Noort, Henri Cogels, Theodore Arnold Loop, Leopold van Sasse van Ysselt en Jean Antoine Pascal d'Onyn de Chastre (allen regeringsgezinden). Zij werden op 21 oktober dat jaar geïnstalleerd.
- 20 oktober: Charles Le Cocq (Zuid-Nederlandse oppositionelen) nam zijn herverkiezing door de Provinciale Staten van Henegouwen niet aan om gezondheidsredenen. Zijn opvolger Henri de Roisin (regeringsgezinden) werd een dag later geïnstalleerd.
- 20 oktober: Felix Joseph Frans de Ghelcke (regeringsgezinden) nam zijn herverkiezing door de Provinciale Staten van West-Vlaanderen niet aan om gezondheidsredenen. In deze zittingsperiode werd niet meer in vervanging van zijn vacature voorzien.
- 23 november: Robert Hendrik Arntzenius (regeringsgezinden) overleed. In deze zittingsperiode werd niet meer in vervanging van zijn vacature voorzien.
- 23 november: Johannes Cornelis van der Kemp (regeringsgezinden) overleed. In deze zittingsperiode werd niet meer in vervanging van zijn vacature voorzien.

### 1824
- 20 juli: Joan Melchior Kemper (regeringsgezinden) overleed. In deze zittingsperiode werd niet meer in vervanging van zijn vacature voorzien.